# Orthros no inu
Orthros no inu (オルトロスの犬?, Orutorosu no inu, lett. "I cani di Orthros") è un dorama estivo in 9 puntate della TBS mandato in onda nel 2009: vede affiancati ad interpretar la parte di protagonisti Hideaki Takizawa e Ryō Nishikido.
Il titolo deriva dal cane a due teste della mitologia greca, Ortro.

## Trama
Shinji possiede una sovrannaturale capacità definita "mano divina", ha cioè il potere di guarire ferite e malattie semplicemente attraverso il tocco delle sue mani: è però anche una persona molto introversa, misteriosa e oscura che sembra nascondere qualcosa del suo vero sé.
Ryōsuke invece possiede dentro sé il "potere demoniaco" di uccidere qualsiasi persona li si avvicini semplicemente sfiorandola col corpo: il suo carattere naturale è però esattamente l'opposto della sua cupa capacità, è difatti buono e gentile, di indole quasi angelica.
Quando le due forze contrapposte (quella del bene e quella del male) incroceranno i loro cammini, daranno il via ad una battaglia all'ultimo sangue, che metterà in pericolo la stessa sopravvivenza del mondo. Nagisa, una donna detective che lavora presso la locale stazione di polizia li farà incontrare.

## Protagonisti
- Shinji Ryuzaki: insensibile e senza cuore, ha in sé il potere di fare del bene
- Ryōsuke Aoi: un giovane insegnante di liceo affabile e generoso, ha in sé il potere di fare del male

### Altri
- Hiroya Matsumoto - Shuuhei Uchimura
- Sea Kumada - Mio Hasebe
- Mayuko Kawakita - Shiho Aoi
- Kenji Uchikura - Miura Keita
- Shinsho Nakamaru
- Ken'ichi Takitō
- Narushi Ikeda
- Ryūto Yamaguchi
- Kimiko Ikeda - Ep.3
- Keisuke Kimura - Ep.4
- Hiroshi Fuse - Ep.7